# Anna Stark-Stănișel
Anna Stark-Stănișel (n. 28 ianuarie 1935, București, România – d. 26 martie 2024) a fost o handbalistă română de origine germană, multiplă campioană mondială cu echipele României în 7 și 11 jucătoare.

## Biografie
Anna Stark s-a născut la București, dar a crescut la Hărman, și a început să joace handbal la SMTCF Brașov, sub îndrumarea profesorului Dumitru Popescu Colibași, apoi la echipa feminină a clubului Progresul Brașov. În 1953 a făcut parte din echipa universitară a României care a câștigat medalia de argint la prima ediție a Festivalului Mondial al Tineretului și Studenților, organizată la București, pe terenul de fotbal al Clubului „Dinamo”, iar în 1955 a câștigat cu România medalia de aur la ediția a II-a a competiției, organizată la Varșovia.
În 1956, handbalista a fost componentă în calitate de portar a echipei României care a devenit obținut medalia de aur la Campionatul Mondial de handbal în 11 din Republica Federală Germania. În 1957, Anna Stark a participat cu echipa națională la a treia ediție a Festivalului Mondial al Tineretului și Studenților, desfășurată la Moscova, și s-a clasat pe locul al doilea.
În 1960, Anna Stark a devenit din nou medaliată cu aur la a treia și ultima ediție a Campionatului Mondial în 11, desfășurată în Olanda. Și de această dată handbalista a evoluat ca portar.
În 1962, Anna Stark-Stănișel a luat parte la a doua ediție a campionatului mondial organizat pentru handbalul feminin în 7 jucătoare și care s-a desfășurat în România. Echipa României a câștigat medalia de aur, iar Anna Stark-Stănișel a jucat pe postul de intermediar.
În 1964, transferată între timp la Rapid București, Anna Stark-Stănișel a câștigat a patra ediție a Cupei Campionilor Europeni. În 1965 a participat la Campionatul Mondial, unde România s-a clasat pe locul al șaselea, și a înscris în total 7 goluri.
În 1978, precum mulți germani din România, Anna Stark-Stănișel a emigrat în Republica Federală Germană, dar și-a continuat activitatea sportivă și a devenit vicecampioană în 1979 cu echipa PSV Grünweiß Frankfurt. A continuat apoi să joace handbal la nivel de amatori până la o vârstă înaintată. În 2003, la vârsta de 68 de ani, Stark-Stănișel a luat parte la un meci desfășurat la Ulm, în care colege de echipă i-au fost alte foste handbaliste de origine germană din România, precum Gertrude Reip, Angela Moșu-Huber sau Waltraut Andone.

## Palmares
Club
- Cupa Campionilor Europeni
  -  Câștigătoare: 1964
  - Semifinalistă: 1963, 1968

- Campionatul României (în 7 jucătoare):
  - Câștigătoare: 1961, 1962, 1963, 1967
  - Locul 2: 1964, 1966
  - Locul 3: 1965, 1968, 1969

- Campionatul României (în 11 jucătoare):
  - Câștigătoare: 1956, 1961
  - Locul 2: 1960, 1963

- Handball-Bundesliga
  - Locul 2: 1979

Echipa națională în 11 jucătoare
- Festivalului Mondial al Tineretului și Studenților:
  -  Câștigătoare: 1955
  -  Medalie de argint: 1953, 1957

- Campionatul Mondial:
  -  Câștigătoare: 1956, 1960

Echipa națională în 7 jucătoare
- Campionatul Mondial:
  -  Câștigătoare: 1962

- Trofeul Carpați:
  -  Câștigătoare: 1960, 1961, 1962, 1963, 1966, 1967
  - Locul 2: 1964

## Distincții personale
În 1956, Annei Stark-Stănișel i s-a conferit titlul de „Maestru Emerit al Sportului” pentru medalia de aur de obținută la Campionatul Mondial în 11 jucătoare din 1956.
Într-o ceremonie desfășurată pe 11 iunie 2009, Anna Stark-Stănișel a fost decorată de președintele Traian Băsescu cu Ordinul „Meritul Sportiv" Clasa I.